# Showdown (píseň)
„Showdown“ je čtvrtý singl a první skladba australsko-britské drum and bassové skupiny Pendulum z jejich druhého studiového alba In Silico. Skladbu remixovalo několik interpretů, včetně DJe Redlight nebo Excision. „Showdown“ je prvním singlem z alba In Silico, kde na jeho grafice není v popředí zobrazeno logo alba.
Singl byl původně vydán prostřednictvím více internetových hudebních obchodů 5. ledna 2009. Až do 9. února nebyl singl dostupný ve fyzické formě, kdy ho vydavatelství Warner Music UK vydalo ve formátu 12 " obrazového disku. Na pomoc propagaci singlu vydala skupina Pendulum videohru na téma Space Invaders, ve které měli hráči šanci vyhrát oficiální zarámovanou zlatou desku alba In Silico.

## Pozadí a psaní
Skladba Showdown byla původně napsána a produkovaná pro album In Silico frontmanem Robem Swire. Přestože je skladba ovlivněna především drum and bassem, obsahuje také prvky hard rocku a techna. Některými kritiky je označována jako dance metalová. Skladba začíná zpěvem Roba Swire, a následně pokračuje v těžkém kytarovém riffu, na který se celá skladba zaměřuje. Také jsou v skladbě použity jako samplované tak i akustické bicí, které vytvářejí rozsáhlé a těžké zvuky.

## Kritické hodnocení
Skladba „Showdown“ byla pozitivně hodnocena hudebními kritiky. Kritik David Adair z Angry Ape popsal singl jako "hrubé a mírně drsné číslo, které drží své fanoušky velmi šťastných v čtenářské komunitě časopisu Kerrang!". David Knight napsal "neslyšel jsem lepší riff v taneční skladbě aniž bych ho musel hledat", ale popsal, že remixy vydané spolu se singlem jsou "absolutně hrozné". Singl byl vybrán dne 12. ledna 2009 jako "Single of the Week" britskými bulvárními novinami Daily Star.

## Hudební video
Hudební video pro singl „Showdown“ režíroval Nick Bartleet. Bylo vydáno dne 12. prosince 2008 přes MySpaceTV. Hudební video bylo původně určeno pouze pro internet, ale později se dostalo do seznamu televize MTV Dance.
Video čerpá z boje psů a zaměřuje se na bojovou scénu, kde jsou ale psi nahrazeni dvěma mladými ženami a kulminuje, když na konci videa se vrací jedna z žen. Ve videu jsou zobrazeny i kontroverzní záběry, kde jsou ženy zavřené v klecích a muži hrají v závěru bitev hazardní hry, což přispělo k Knightově hodnocení jako vysoce problematickou píseň. Některé scény jsou porovnávány se scénami ve filmu Klub rváčů, což také přiznal i režisér Bartleet.

## Propagační videohra
Dne 24. prosince 2008, krátce před vydáním hudebního videa ke skladbě „Showdown“, představila skupina Pendulum videohru na téma Space Invaders na své oficiální webové stránce. Tato videohra měla dále propagovat singl „Showdown“. Získáváním čím většího počtu bodů hráči, kteří uvedli své osobní údaje, mohli odemknout tím více z Live at Brixton Academy verze skladby „Showdown“. Také měli šanci vyhrát oficiální zarámovanou zlatou desku alba In Silico.
Hra byla upravenou verzí hry Space Invaders, ve které jsou ale vetřelci nahrazeni různobarevnými logy alba In Silico a překážky jsou nahrazeny páry písmen názvu skupiny. Hráči mají tři životy a musí nahrát co nejvíce bodů, a nejlepší skóre je zapsáno do tabulky. Během hraní je hrána album verze skladby „Showdown“.

## Marketing a vydání
Singl „Showdown“ byl poprvé vydán dne 5. ledna přes více internetových hudebních obchodů jako 7digital, Amazon.com a iTunes. Spolu s albovou verzí a verzí radio edit, balíček ke stažení obsahoval i koncertní nahrávku a několik remixů od několika interpretů. Singl byl později dne 9. února 2009 vydán přes vydavatelství Warner Music UK na 12 " obrazovém disku, na kterém se nacházela albové verze a remix od Excision.
„Showdown“ se nachází na albu In Silico jako úvodní skladba. Byla také prvním vydaným singlem z alba In SILC, na obalu kterého není v popředí zobrazeno logo alba, ačkoli logo je viditelné na basovém bubnu v pozadí.

## Koncertní vystoupení
„Showdown“ byla hrána jako druhá skladba na koncertě v Brixton Academy v prosinci 2008, z něhož vznikl i koncertní album Pendulum: Live at Brixton Academy, který byl vydán dne 12. června 2009. Skladba „Showdown“ byla hrána také na Festivalu Glastonbury v roce 2009 a na dalších akcích jako Nova Rock, Sziget Festival, INmusic Festival či Download Festival.

## Formáty a seznamy skladeb
Toto jsou hlavní formáty a související seznamy skladeb singlu „Showdown“, kterou složil a produkoval Rob Swire.
| Music download (vydaný 5. ledna 2009) 1. „Showdown“ – 5:27 2. „Showdown“ (radio edit) – 3:22 3. „Showdown“ (DJ Clipz remix) – 4:52 4. „Showdown“ (Excision remix) – 4:47 5. „Showdown“ (Redlight remix) – 5:09 6. „Showdown“ (Live at the Brixton Academy) – 7:38 | 12" vinylový obrazový disk (WEA454T; vydaný 9. února 2009) 1. „Showdown“ – 5:27 2. „Showdown“ (Excision remix) – 4:47 |

## Účinkující
Na skladbě „Showdown“ účinkovali:
Pendulum:
- Rob Swire - textař, hudební producent, vokály, mixování
- Gareth McGrillen - produkční asistent, basová kytara
- Peredur ap Gwynedd - kytara
- Paul Kodish - akustické bicí

Další hudebníci:
| - Simon Askew – mixování - John Davis – mastering - Paul West – design loga | - Hugh Pescod (DJ Clipz, Redlight) – remix - Excision – remix |

### Účinkující videoklipu
Hudební video pro „Showdown“ vytvořili:
| - Nick Bartleet – režisér, střih - Phoebe Lloyd – producent - Marko Fuchs – asistent režiséra - Eric Maddison – kameraman | - Zara Phythian – herečka, hlavná majsterka bojových umení - Helen Bailey – herečka, majsterka bojových umení - John Moule – video komisia |

## Historie vydání
| Krajina | Datum vydání  | Formát      | Katalog |
| ------- | ------------- | ----------- | ------- |
| UK      | 5. leden 2009 | Download EP | Ne      |
| UK      | 9. únor 2009  | 12 "singl   | WEA454T |